# ジョーダン・マキャンツ
ジョーダン・ユージーン・マキャンツ（Jordan Eugene McCants, 2002年5月21日 - ）は、アメリカ合衆国フロリダ州ペンサコーラ出身のプロ野球選手（内野手）。右投左打。MLBのマイアミ・マーリンズ傘下所属。

## 経歴
2021年7月のMLBドラフト3巡目（全体88位）でマイアミ・マーリンズから指名され、22日に契約を結んだ。なお、契約しない場合はミシシッピ州立大学へ進学予定であった。契約後、傘下のルーキー級フロリダ・コンプレックスリーグ・マーリンズでプロデビュー。23試合に出場して打率.224、4打点、1盗塁を記録した。

## プレースタイル
スピード感のある走塁と守備が売り物である。まだ線は細いが、筋力が増せば15本塁打も可能と見る声もある。